# Liogenys parva
Liogenys parva är en skalbaggsart som beskrevs av Blanchard 1851. Liogenys parva ingår i släktet Liogenys och familjen Melolonthidae. Inga underarter finns listade i Catalogue of Life.